# Coenagrion intermedium
Coenagrion intermedium är en trollsländeart som beskrevs av Lúcia Garcez Lohmann 1990. Coenagrion intermedium ingår i släktet blå flicksländor, och familjen sommarflicksländor. IUCN kategoriserar arten globalt som sårbar. Inga underarter finns listade i Catalogue of Life.